# Bonnie Mealing
Bonnie Mealing (n. 28 iulie 1912, Noul Wales de Sud, Australia – d. 1 ianuarie 2002, Sydney, Noul Wales de Sud, Australia) a fost o înotătoare ce a reprezentat Australia, medaliată olimpică. A participat la 2 ediții ale Jocurilor Olimpice (1928, 1932) în care a câștigat două medalii de argint.